# Charlie Hebdo

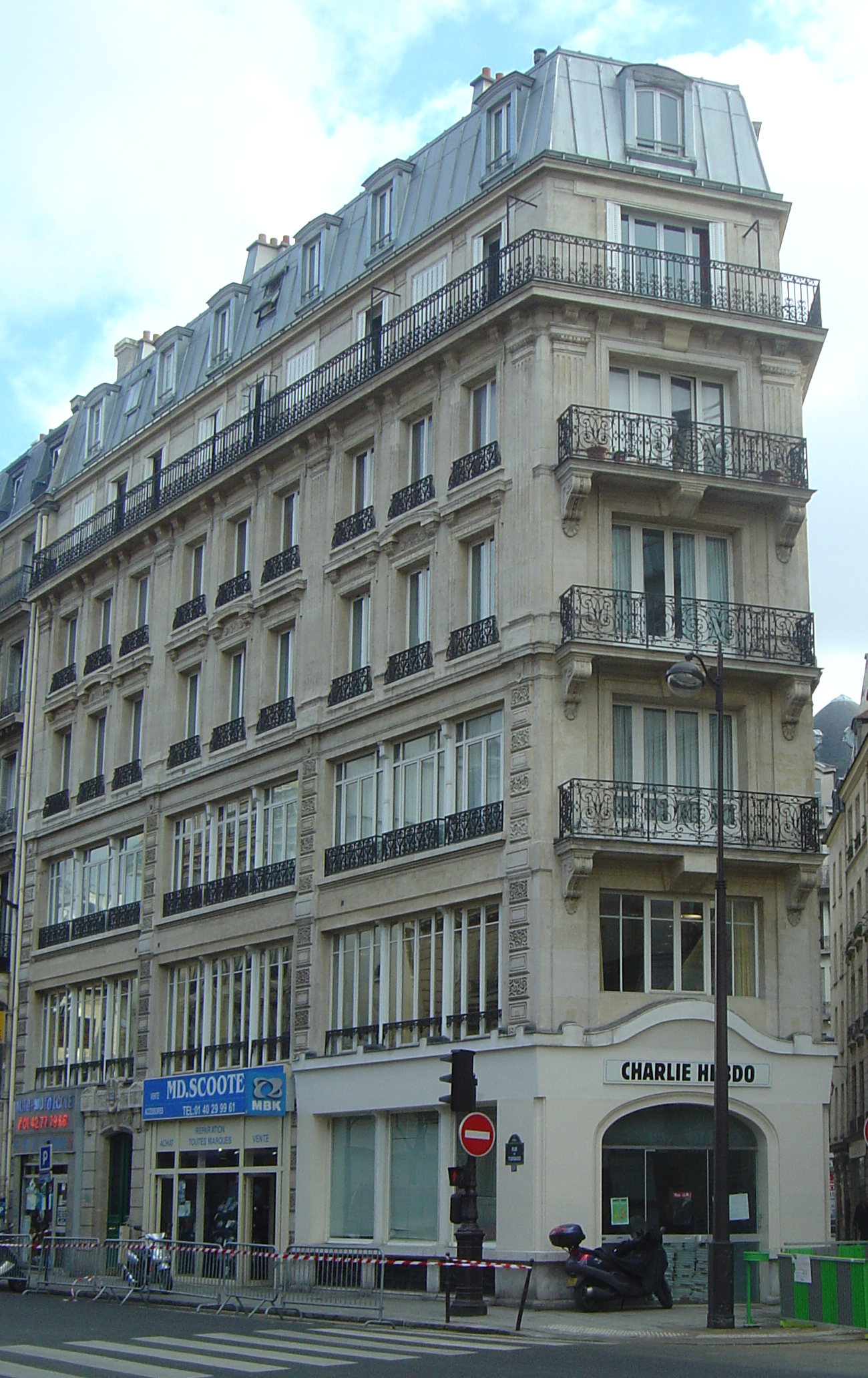
L'antiga seu parisenca de Charlie Hebdo.

Charlie Hebdo (en francès [ʃaʁli ɛbdo]; expressió en francès per a Setmanari Charlie) és un setmanari satíric francès, que conté tires còmiques i altres continguts còmics. El setmanari es publica cada dimecres, amb edicions especials irregulars. Es considera un mitjà d'esquerres que ha provocat sovint polèmiques severes pel seu contingut antireligiós, especialment pel que fa al catolicisme i a l'islam.
La primera època de Charlie Hebdo va començar el 1969, com una publicació emparentada amb la revista Hara-Kiri. De fet s'anomenava Hara-Kiri Hebdo fins que el 1970 en van canviar el nom. El 1981 va desaparèixer per tornar-se a publicar l'any 1992, per l'equip que provenia de la revista La Grosse Bertha, de manera que Philippe Val, Gebé, Cabu i el cantant Renaud aporten el capital necessari i funden Les Éditions Kalachnikof. Gebé marcà la línia editorial de la revista, fins a la seva mort, el 2004, en què Philippe Val n'esdevindria director.
Sota la direcció de Val es decidiria publicar les caricatures de Mahoma, i també s'esdevingué l'affaire Siné, que provocà un cisma a la redacció, ja que alguns col·laboradors històrics del vell Charlie Hebdo marxarien per fundar la revista Siné Hebdo. Philippe Val fou nomenat director de la cadena de ràdio France Inter i deixà la direcció de la revista en mans del seu redactor en cap, Stéphane "Charb" Charbonnier, des de l'any 2009 fins al moment del seu assassinat el 2015.
Va atreure l'atenció internacional arran de la polèmica de les caricatures de Mahoma: el 9 de febrer de 2006 publicà les caricatures aparegudes originàriament al diari danès Jyllands-Posten en un exemplar anomenat Mahomet débordé par les intégristes ("Mahoma desbordat pels fonamentalistes"), amb Mahoma a la portada plorant i declarant que C'est dur d'être aimé par des cons ("és dur ser estimats per idiotes").
L'1 de març de 2006 va publicar el manifest de dotze intel·lectuals com Salman Rushdie o Bernard-Henri Lévy a favor de la llibertat d'expressió i en contra de l'autocensura i va ser demandat per autoritats islàmiques franceses, acusant-lo d'un delicte d'«injúries públiques contra un grup de persones per raó de la seva religió». El judici contra el director del setmanari, Philippe Val, va començar al febrer de 2007 i va ser considerat una pedra de toc pel que fa a la llibertat d'expressió.
El 2 de novembre del 2011 la seu del setmanari fou atacada amb còctels Molotov provocant grans danys després de publicar un número que feia referència a la victòria dels islamistes a les eleccions de Tunísia. La revista va canviar el títol del número 1011 pel de Charia Hebdo i mostrava una caricatura de Mahoma.
El 2013 publicà La vida de Mahoma. El setembre del 2015 va guanyar el Premi LiberPress a la llibertat d'expressió.

## Atemptats del 2015
El 7 de gener del 2015 va ser altre cop víctima d'un atemptat: aquest cop, dos homes amb caputxes i vestits de negre entraren a la seu de Charlie Hebdo i hi mataren 12 persones, entre les quals els dibuixants Stéphane Charbonnier, Jean Cabut, Tignous i Georges Wolinski, i 4 en resultaren ferides.